# Звалювання

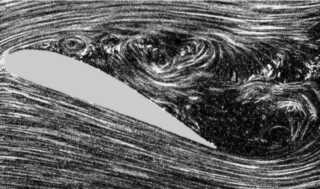
Зрив повітряного потоку від крила на великому куті атаки, характерний ситуації при звалюванні

Звалювання в авіації та аеродинаміці — різке падіння підіймальної сили в результаті порушення нормальних умов обтікання крила повітряним потоком (зриву потоку з крила).
|  | Потрапити в звалювання можна, коли ніс літака спрямований вертикально вгору або вертикально вниз, і зробити це можна на будь-якій швидкості, все залежить тільки від кута атаки. Мел Гоф, старший пілот-випробувач NACAОригінальний текст (англ.) It is possible to stall flying straight up or straight down, and to stall at any airspeed, it all being just a question of angle of attack. Mel Gough, NACA senior test pilot |

В умовах нормального обтікання крила потоком повітря створюється достатня підіймальна сила й літальний апарат поводиться стійко. При порушенні нормального обтікання крила підіймальна сила різко падає та літальний апарат «звалюється з потоку» — мимоволі міняє кут тангажу і крену (опускає/підіймає ніс, нахиляється вбік). Звалювання з великою імовірністю може перейти у штопор. До звалювання призводить перевищення максимально допустимих кутів атаки, що може відбутися в результаті падіння швидкості літального апарата, різкого повороту, зміни густини й напрямку потоку повітря тощо.
Ефект звалювання використовується при виконанні фігур пілотажу на спортивних і військових літаках. У цивільній авіації звалювання відносять до аварійних ситуацій і вживають заходів до його уникнення (особлива конструкція крила, сигналізація АКАСП, попереджувальне трясіння штурвала тощо). Птахи в польоті здатні запобігати звалюванню за допомогою, зокрема, використання придаткового крила.
У непрофесійному середовищі звалювання відоме як «повітряна яма».

## Формальне визначення

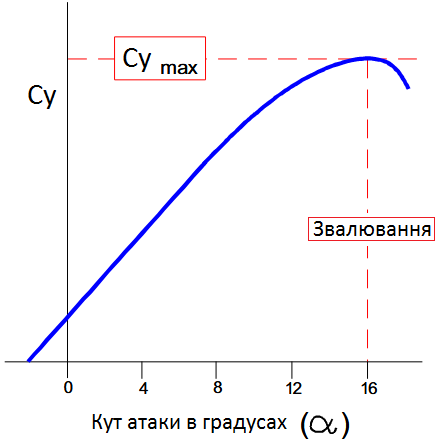
Залежність коефіцієнта підіймальної сили від кута атаки

Звалювання в аеродинаміці і авіації виникає коли кут атаки збільшуючись переходить через деяку точку в якій починає зменшуватись підіймальна сила. Кут при якому це починається відбуватися називається критичним кутом атаки. Критичний кут залежить від форми профілю крила, його конфігурації, відносного подовження, і інших факторів, але як правило знаходиться в межах від 8 до 20 градусів відносно набігаючого повітря для більшості дозвукових аеродинамічних поверхонь.
Зрив потоку крила починає відбуватися на малих кутах атаки, хоча обтічний потік довкола крила є домінуючим. З тим як кут атаки збільшується, зони зриви потоку на верхній частині крила збільшуються за розміром і заважають утворенню підіймальної сили. На критичному куті атаки, зрив потоку починає домінувати тому подальше збільшення цього кута призведе до зменшення підіймальної сили і набагато більше стане опору.
На графіку залежності коефіцієнта підіймальної сили від кута атаки видно, що на малих кутах ця залежність лінійна, у міру розвитку відриву потоку від верхньої поверхні профілю графік починає згинатися донизу і на критичному куті атаки досягає свого максимуму.
Літак під час звалювання може мати відчутну бовтанку або зміни в положенні літака. Більшість літаків розроблені так, що мають плавний перехід до звалювання, із такими характеристиками які заздалегідь дадуть час пілоту на реакцію. Наприклад, літак який не входить в бовтанку перед звалюванням може мати систему зі звуковою сигналізацією або вібросигналізатор штурвалу, який встановлено для симуляції відчуття бовтанки.
Будь-яка зміна курсу літака в момент, коли він близький до режиму звалювання, може призвести до автообертання, яке ще іноді називається 'штопор'. Оскільки потік більше не тече над крилами плавно під час звалювання, керування креном за допомогою елеронів стає менш ефективним, що своєю чергою підвищує тенденцію утворення небажаного нишпорення елеронами. Це призводить до того, що на одному з крил створюється більша підіймальна сила ніж на іншому і є велика ймовірність того, що літак ввійде в штопор.

## Швидкість

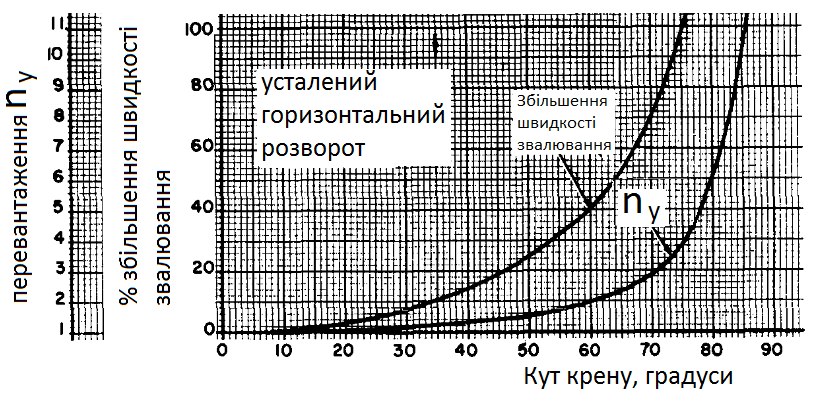
Збільшення швидкості звалювання в горизонтальному розвороті

Звалювання залежить лише від кута атаки, не від повітряної швидкості. Однак, чим повільніше летить літак у горизонтальному польоті, тим більший кут атаки потрібен для створення підіймальної сили, що відповідає вазі літака. Якщо швидкість зменшиться більше, в деякій точці цей кут дорівнюватиме критичному куту атаки. Ця швидкість горизонтального польоту називається «швидкістю звалювання».
Швидкість звалювання залежить від поточного перевантаження, що менше перевантаження, то менша швидкість звалювання. За нульового перевантаження літак не звалиться навіть на нульовій швидкості.
Літак, який летить на своїй швидкості звалювання не може піднятися, а літак який летить нижче швидкості звалювання не може вийти із режиму зниження висоти. Будь-яка спроба зробити це шляхом збільшення кута атаки, без додавання швидкості перед тим, призведе до звалювання.
Фактична швидкість звалювання буде варіюватися залежно від ваги літака, висоти, конфігурації та вертикального та бічного прискорення.

## Вплив зони зриву потоку на поведінку літака під час звалювання

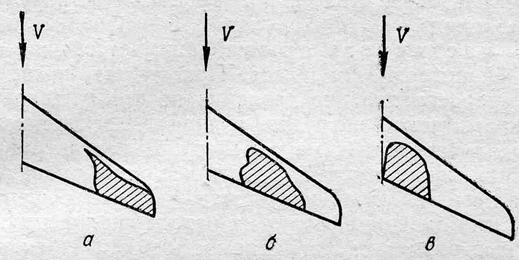
Зони зриву потоку

Залежно від положення початкової області зриву за розмахом крила розрізняють кінцевий (- а), серединний (- б) і кореневий (- в) зриви.
Залежно від напрямку руху літака під час звалювання розрізняють три основні його види: звалювання на ніс, звалювання на крило і звалювання по спіралі.
Звалювання на ніс відбувається за симетричного зародження і розвитку областей зриву на правому і лівому напівкрилах літака, тобто за симетричних (щодо площини симетрії літака) втрат підіймальної сили крила.
Звалювання на крило спостерігається за істотно несиметричного розвитку областей зриву потоку на правому і лівому напівкрилах. У цьому разі літак опускає ніс тільки після виникнення крену, тобто він спочатку звалюється на крило, а потім переходить на ніс. Опускання носа тут викликається порушенням рівноваги сил по вертикалі (підіймальна сила стає меншою за вагу літака), а також ковзанням, яке виникає під час розвитку крену, на напівкрило, що опускається (відновлювальний аеродинамічний момент нишпорення, прагнучи усунути ковзання, відхиляє ніс літака вниз).
Звалювання по спіралі виникає в тому разі, якщо перед виходом літака на кути атаки, близькі до, зрив на обох напівкрилах був симетричним, а з наближенням безпосередньо до стає несиметричним. Тоді розвиток крену й опускання носа літака відбуваються практично одночасно.
Хорошими вважаються характеристики звалювання, якщо літак:
- під час звалювання опускає ніс практично без крену або з повільним розвитком крену;
- зберігає достатній запас керованості та стійкості після звалювання (входу у звалювання);
- має попереджувальні ознаки наближення звалювання, що своєчасно проявляються і чітко помітні льотчику, попереджувальні ознаки, які чітко помітні льотчику;
- має прийнятні характеристики виходу зі звалювання, наприклад: надійно виводиться з режиму в результаті застосування доволі простих методів пілотування, за правильних дій льотчика на виведенні втрачає порівняно невелику висоту, у процесі зниження не розганяється до швидкостей (чисел М), що перевищують гранично допустиму.[4]

### Прямокутне крило

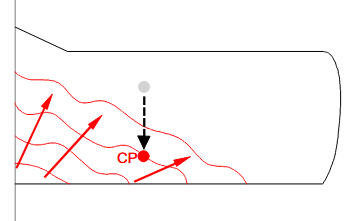
Зародження зриву потоку на прямокутному крилі

У кінців крил, за рахунок перетікання потоку з нижньої поверхні на верхню, місцеві кути атаки зменшуються, тому зона зриву потоку зароджується в кореневій частині крила і під час подальшого зростання кута атаки розширюється в бік кінців крила.
Зона втрати підіймальної сили розташовується попереду центру тяжіння літака, центр тиску (CP) зміщується назад, виникає пікірувальний момент, ніс літака опускається і кут атаки зменшується. Таким чином літак має тенденцію самостійно йти з великих кутів атаки.
Зірваний потік з кореневої частини крила обтікає задню частину фюзеляжу і хвостове оперення, і тряска, що виникає при цьому, попереджає пілота про наближення звалювання. Елерони розташовані поза зоною первинного зриву потоку, що забезпечує збереження поперечної керованості.

### Трапецієподібне крило

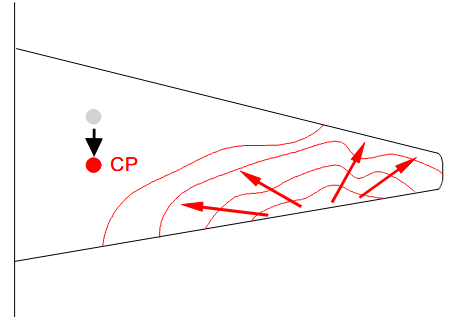
Зародження зриву потоку на трапецієподібному крилі

Маленькі кінцівки трапецієподібного крила не в змозі згенерувати потужні кінцеві вихори. Тому вони утворюються ближче до кореневої частини крила, що призводить до зменшення місцевих кутів атаки в корені крила.
Спочатку зрив потоку формується в районі кінцівок крила. При цьому виникає тряска (бафтинг) елеронів і звалювання відбувається на крило. (Звалювання на крило підвищує ймовірність переходу літака в штопор).
При цьому не виникає попереджувальної тряски хвоста, немає сильного пікірувального моменту тангажу, дуже сильно (якщо навіть не повністю) втрачається ефективність елеронів. Такі характеристики звалювання неприйнятні та конструктори змушені йти на спеціальні заходи, щоб організувати зрив потоку біля кореня крила.
Звалювання під час кінцевого зриву супроводжується погіршенням або навіть повною втратою поперечної керованості (спочатку падає ефективність елерона на напівкрилі, яке опускається, а потім — на напівкрилі, що підіймається).
Творці літаків прагнуть так спроєктувати крило, щоб зрив потоку починався в кореневій частині. Для цього застосовується безліч способів, наприклад геометрична й аеродинамічна скрутка крила. Геометричне крутіння — кінцеві частини крила встановлюють під меншим кутом, стосовно кореневої частини. Аеродинамічна скрутка — на кінцях крил використовують профіль крила з більшою стійкістю до зриву потоку. Також для цієї мети в кореневій частині крила встановлюють менш ефективні безщілинні передкрилки (передкрилок Крюгера).

### Стрілоподібне крило

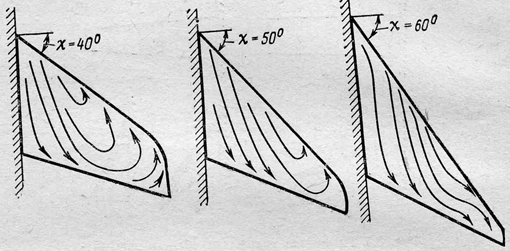
Вплив кута стрілоподібності на спектр обтікання під час зриву потоку

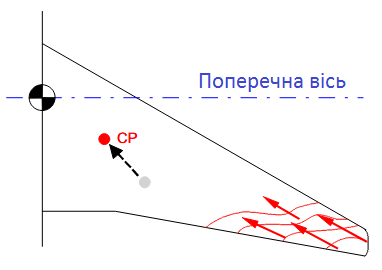
Зародження зриву потоку на стрілоподібному крилі

Прикордонний шар повітря на стрілоподібному крилі прагне до зсуву вздовж розмаху крила в бік кінців крил.  За кута стрілоподібності 40° лінії струму примежового шару в кінцевій частині напівкрила, повертаючись проти потоку, що набігає, утворюють вихрову течію, що займає значну поверхню. За кута стрілоподібності 60° лінії струму стають звивистими, частина струменів відхиляється до кінця напівкрила, але завихрень не виникає. Це пов'язано з формуванням на передній крайці крила стійкого вихору, за яким зберігається область відносно безвідривного обтікання. 
Прикордонний шар, накопичуючись біля кінцівок крила, потовщується і має тенденцію до відриву від поверхні. Під час розвитку зриву потоку підіймальна сила втрачається на кінцях крил, що призводить до зміщення центру тиску вперед. Виникає момент кабрування, що прагне до подальшого збільшення кута атаки.

## Вплив профілю крила на характер звалювання

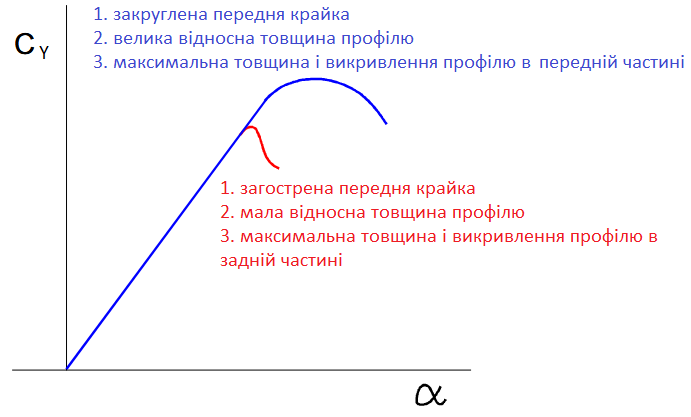
Вплив профілю крила на зрив потоку

На характер зриву потоку впливають такі характеристики профілю:
- радіус заокруглення передньої крайки;
- відносна товщина профілю;
- вигин профілю, особливо вигин у районі передньої крайки;
- розташування точки максимальної товщини та точки максимального вигину вздовж хорди профілю.

Загалом, що гостріший ніс профілю (малий радіус заокруглення), що тонший профіль і що далі назад зміщені точки максимальної товщини і вигину, то різкішим буде зрив потоку.

## Ланка
- Опис явища звалювання на airhorse.narod.ru [Архівовано 19 липня 2009 у Wayback Machine.] (рос.)